# Diocesi di Vallo della Lucania

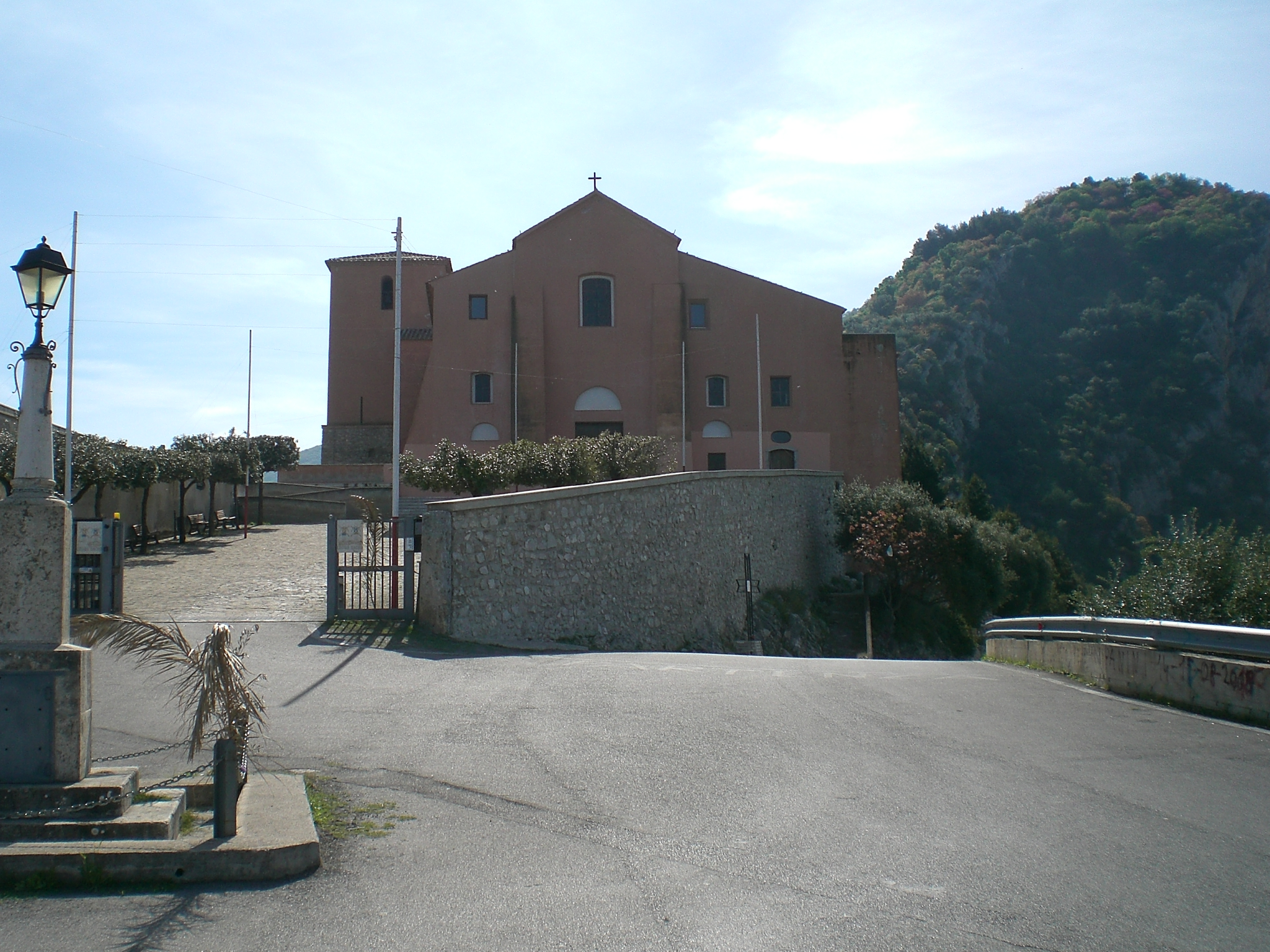
L'antica cattedrale di Capaccio, oggi santuario diocesano, dedicata alla Madonna del Granato.

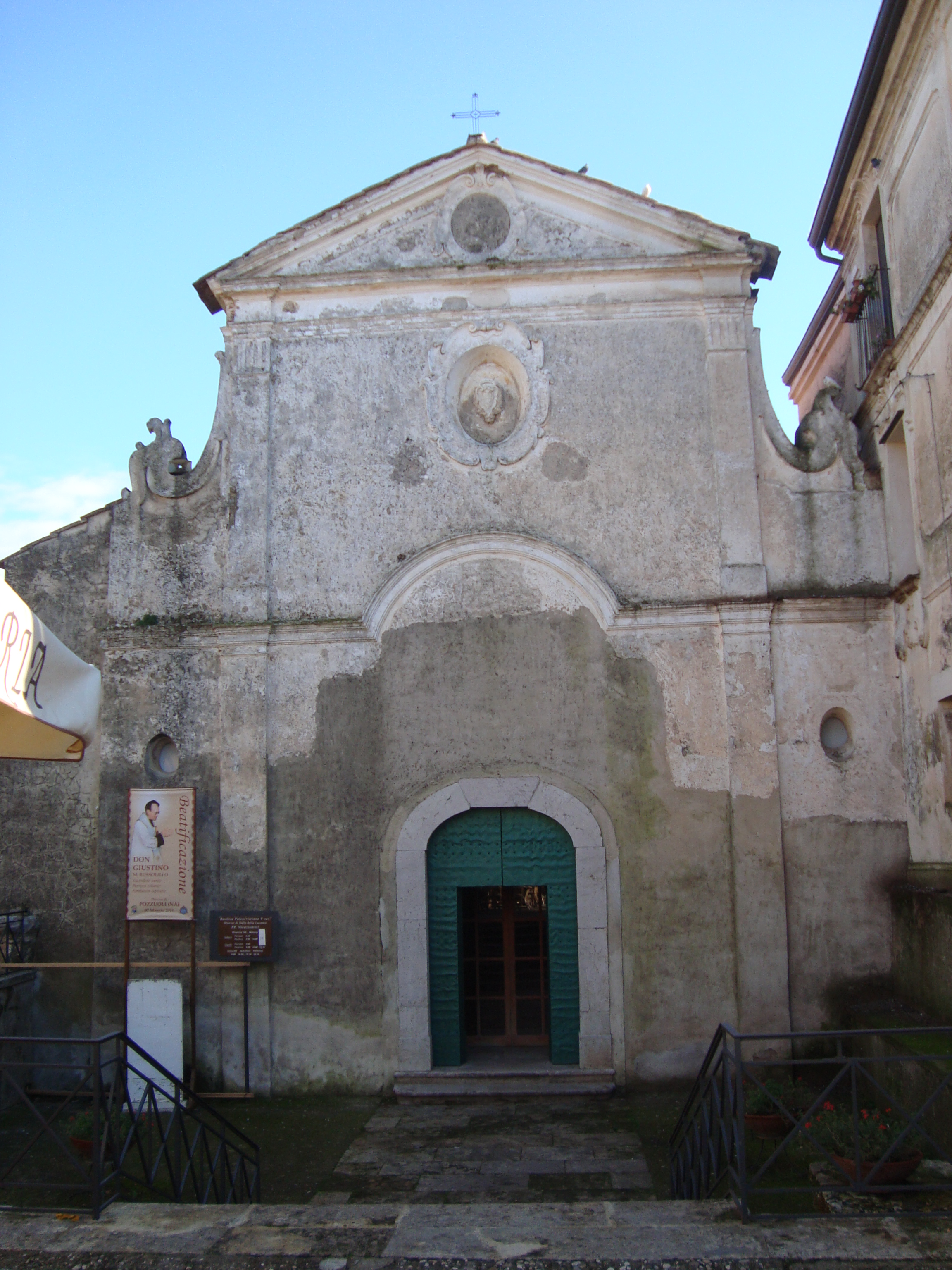
L'antica cattedrale di Paestum, dedicata a Maria Santissima Annunziata.

La diocesi di Vallo della Lucania (in latino Dioecesis Vallensis in Lucania) è una sede della Chiesa cattolica in Italia suffraganea dell'arcidiocesi di Salerno-Campagna-Acerno appartenente alla regione ecclesiastica Campania. Nel 2023 contava 156.300 battezzati su 158.200 abitanti. È retta dal vescovo Vincenzo Calvosa.

## Territorio
La diocesi comprende 54 comuni della provincia di Salerno: Agropoli, Albanella, Alfano, Altavilla Silentina, Ascea, Campora, Cannalonga, Capaccio Paestum, Casal Velino, Castellabate, Castelnuovo Cilento, Castel San Lorenzo, Centola, Ceraso, Cicerale, Cuccaro Vetere, Felitto, Futani, Gioi, Giungano, Laureana Cilento, Laurino, Laurito, Lustra, Magliano Vetere, Moio della Civitella, Montano Antilia, Montecorice, Monteforte Cilento, Novi Velia, Ogliastro Cilento, Omignano, Orria, Perdifumo, Perito, Piaggine, Pisciotta, Pollica, Prignano Cilento, Roccadaspide, Rofrano, Rutino, Sacco, Salento, San Mauro Cilento, San Mauro la Bruca, Sessa Cilento, Serramezzana, Stella Cilento, Stio, Torchiara, Trentinara, Valle dell'Angelo, Vallo della Lucania.
Sede vescovile è la città di Vallo della Lucania, dove si trova la cattedrale di San Pantaleone. A Capaccio e a Paestum sorgono le ex cattedrali, dedicate rispettivamente alla Madonna del Granato e a Maria Santissima Annunziata. A Castellabate si trova la basilica minore di Santa Maria Assunta, nota come basilica pontificia di Santa Maria de Gulia.
Il territorio si estende su 1.563 km² ed è suddiviso in 140 parrocchie, raggruppate in cinque vicariati: Cervati-Calore, Paestum-Tresino, Castellabate-Cilento, Gelbison-Alento, Velia-Mingardo.

## Storia

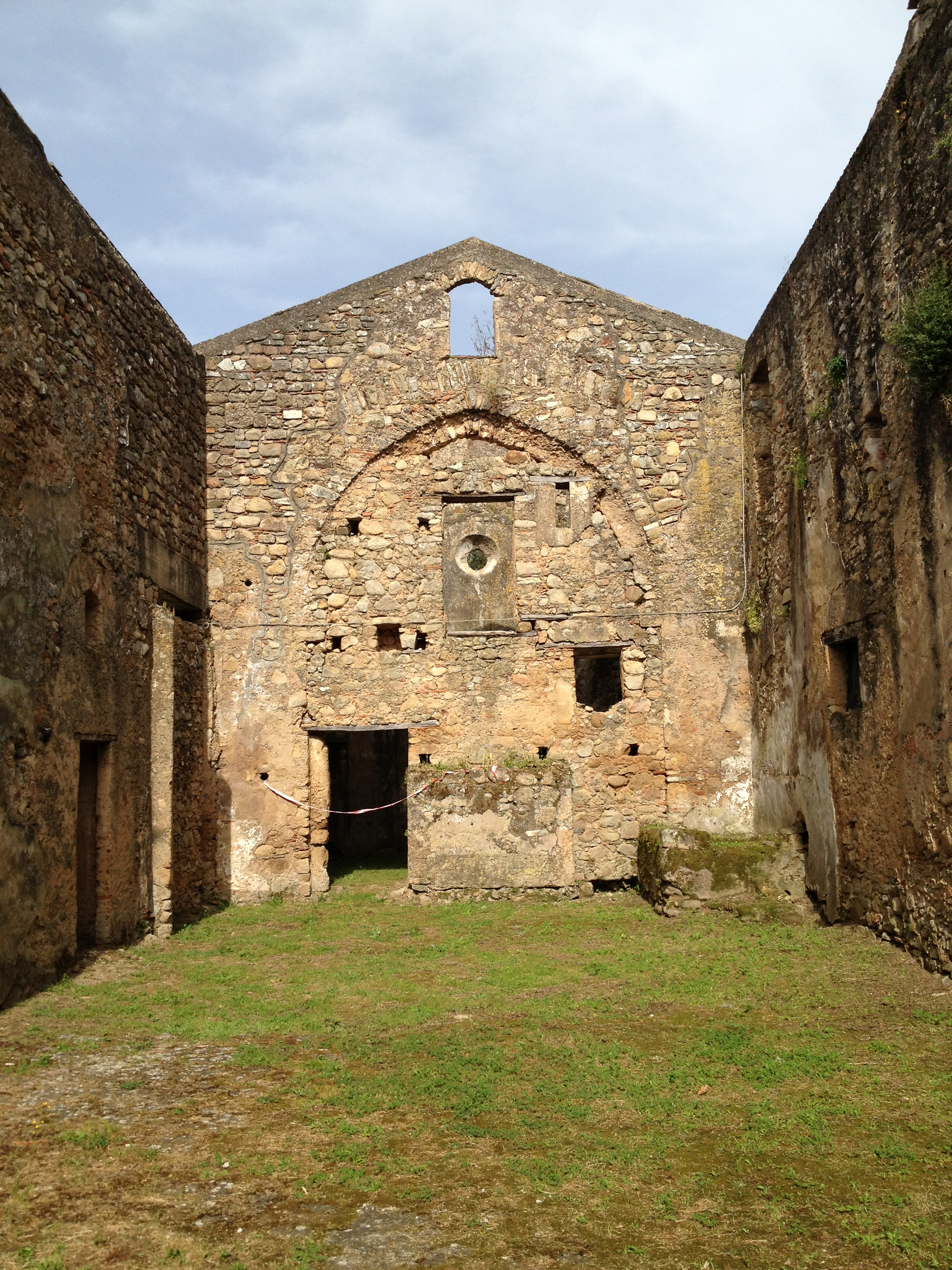
Interno della badia di Santa Maria di Pattano a Vallo della Lucania.

L'odierna diocesi trae la sua origine dall'antica diocesi di Paestum; i primi riscontri storici dell'esistenza di un vescovo per questa sede risalgono ai sinodi romani indetti da papa Simmaco nel 499 e nel 501, dove prese parte il vescovo Fiorenzo. Alcuni autori, tra cui Lanzoni, Duchesne e Kehr, ritengono che il vescovo Felice di Agropoli, al quale nel 592 Gregorio Magno comanda la visita apostolica delle vicine diocesi di Velia, Blanda e Bussento, rimaste senza pastore, sia un vescovo pestano che, a causa dell'invasione dei Longobardi, si rifugiò nel castrum di Agropoli, presidio militare greco. Tra i vescovi presenti al concilio romano indetto nel 649 da papa Martino I, ci fu anche il vescovo pestano Giovanni. Alla sede di Paestum furono probabilmente unite, dopo l'VIII secolo, la diocesi di Marcelliano (o Consilino), di cui sono noti tre vescovi, e la diocesi di Velia, menzionata nelle lettere di Gregorio Magno.
Dell'antica diocesi rimane la cattedrale, oggi sconsacrata e recentemente restaurata, dedicata a Maria Annunziata, già esistente all'epoca di papa Gregorio Magno, ma in seguito abbandonata. Infatti la città di Paestum, a causa prima dell'insalubrità dell'ambiente e poi delle incursioni dei saraceni nel IX secolo, fu progressivamente abbandonata e i suoi abitanti si rifugiarono sui monti vicini, dando origine alla città di Caput Aquae, da cui probabilmente deriva il toponimo Capaccio.
Anche i vescovi si trasferirono a Capaccio, benché non si conosca il periodo esatto del trasferimento della sede vescovile, che sembra comunque collocarsi nel corso del X secolo. Tuttavia continuarono ad intitolarsi "vescovi di Paestum" fino alla metà circa del XII secolo; i primi ad intitolarsi episcopi Caputaquensis furono Alfano nel 1126, Celso nel 1156 e Leonardo nel 1159.
La diocesi era molto vasta e comprendeva quasi tutto il Cilento e il Vallo di Diano. Questo rendeva difficile, se non impossibile, un'efficiente organizzazione ecclesiastica del territorio, e la presenza cristiana fu garantita soprattutto grazie all'opera dei monasteri greco-bizantini prima e dei benedettini poi. La diocesi faceva parte della provincia ecclesiastica dell'arcidiocesi di Salerno.
«Nella prima metà del Cinquecento la diocesi occupava un territorio di circa 2500 km², aspro e impervio, abitato da una popolazione di circa 50.000 anime, distribuite in 116 piccoli centri, quasi tutti monoparrocchiali».
Dopo il concilio di Trento, il 17 luglio 1586 la residenza vescovile fu trasferita a Diano, dove fu eretta in cattedrale la chiesa di Santa Maria Maggiore; la diocesi tuttavia mantenne l'antico titolo di Capaccio. In seguito i vescovi mossero ancora la propria residenza a Sala Consilina (1627), poi a Pisciotta, quindi a Capaccio Nuova e infine a Novi Velia (1845): questi continui trasferimenti sono un chiaro indizio che la diocesi non aveva una sede stabile né un'unica cattedrale. A Sala Consilina e a Novi Velia si trovavano inoltre due diverse curie.

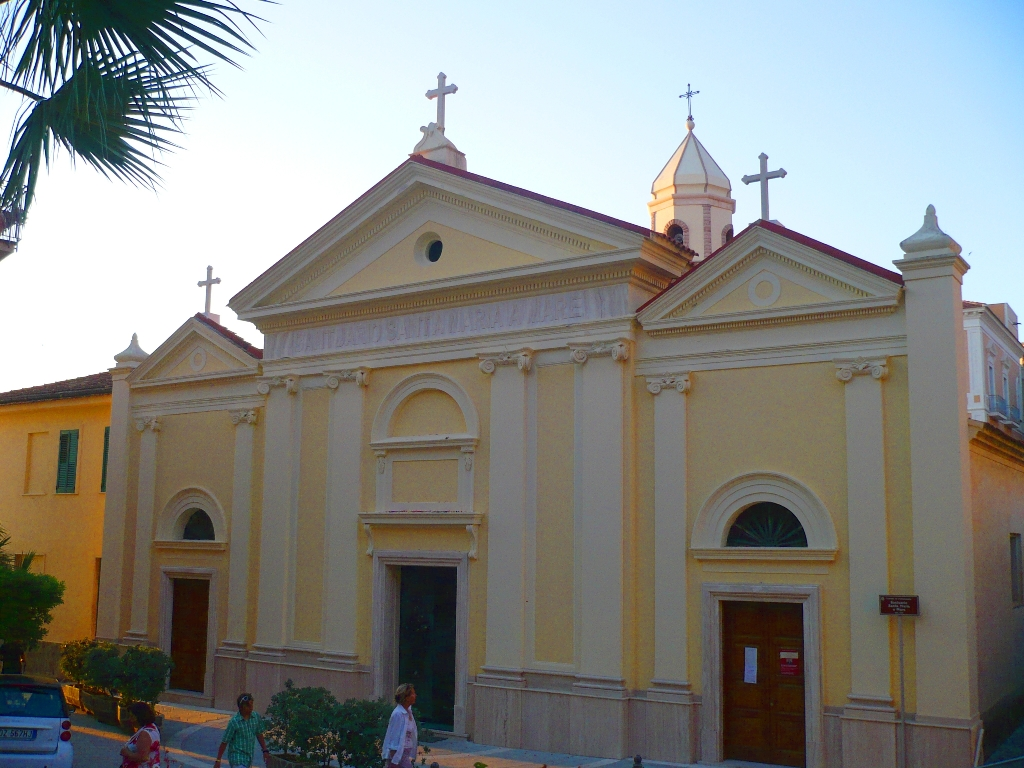
L'esterno del santuario di Santa Maria a Mare a Castellabate.

Al concilio tridentino prese parte il vescovo Enrico Loffredo (1531-1547), che si distinse per la sua ferma presa di posizione a favore delle riforme; fu tra le vittime del tifo che si diffuse a Trento nel corso del 1547. Il primo seminario vescovile fu istituito il 22 dicembre 1564 a Teggiano dal vescovo Paolo Emilio Verallo (1553-1574) e fu uno dei primi seminari istituiti dopo le disposizioni tridentine; un secondo seminario fu eretto in Novi nel 1804 da Filippo Speranza. Allo stesso vescovo Verallo si deve la convocazione del primo sinodo diocesano, celebrato a Padula nel 1567.
A causa della vastità del territorio e per porre rimedio alle difficoltà incontrate dai vescovi "senza fissa dimora", il 21 settembre 1850 papa Pio IX decretò l'erezione della diocesi di Diano (oggi diocesi di Teggiano-Policastro), assegnando alla nuova diocesi tutta la parte orientale della diocesi di Capaccio. Contestualmente fu soppressa l'abbazia nullius di Bosco, e i territori di Eremiti, San Nicola e San Nazario furono annessi alla diocesi di Capaccio.
L'anno seguente, il 16 luglio 1851 con la bolla Cum propter iustitiae dilectionem il medesimo papa stabilì definitivamente la residenza vescovile dei vescovi di Capaccio a Vallo, dove la chiesa di San Pantaleone divenne la nuova cattedrale, che sarà consacrata il 5 maggio 1878; contestualmente la sede assunse il nome di diocesi di Capaccio e Vallo (Caputaquensis et Vallensis).
Un momento difficile per la diocesi coincise con l'episcopato di Giovanni Francesco Siciliani (1859-1876), costretto all'esilio per circa dieci anni, mentre la diocesi doveva subire l'incameramento dei beni ecclesiastici previsto dalle leggi eversive del 1866 e 1867.
Il seminario vescovile di Teggiano si trovava allora fuori dai confini diocesani e il 15 maggio 1870 il vescovo Siciliani pose la prima pietra di un nuovo seminario a Novi Velia. Nel 1930 fu inaugurato dal vescovo Francesco Cammarota un nuovo seminario a Vallo; lo stesso vescovo celebrò un sinodo diocesano nel 1921. Il vescovo Paolo Jacuzio (1900-1917) fondò nel 1913 la Cassa rurale depositi e prestiti San Pantaleone, e diede un impulso decisivo alla diffusione dell'Azione cattolica in diocesi.
Il 24 novembre 1945 la diocesi cambiò nuovamente nome a favore di diocesi di Vallo di Lucania (in latino: Vallensis in Lucania). Il 30 settembre 1986 ha assunto il nome italiano attuale.
L'8 dicembre 1978 il vescovo Giuseppe Casale istituisce il Museo e la Pinacoteca diocesana, per salvaguardare e incrementare il patrimonio storico e artistico della diocesi, collocandolo al primo piano del seminario. Nello stesso edificio hanno trovato la loro sede l'Istituto Superiore di Scienze Religiose "San Massimiliano Maria Kolbe", per la formazione teologica, biblica e spirituale dei laici; e gli archivi diocesani.
Il 15 ottobre 1979 la diocesi ha ingrandito il proprio territorio con l'annessione di 15 parrocchie, fino a quel momento dipendenti dagli abati della Santissima Trinità di Cava de' Tirreni.

## Cronotassi dei vescovi
Si omettono i periodi di sede vacante non superiori ai 2 anni o non storicamente accertati.
- Fiorenzo ? † (prima del 499 - dopo il 502)[1]
- Felice di Agropoli † (menzionato nel 592)
- Giovanni I † (menzionato nel 649)
- Paolo † (menzionato nel 932)
- Giovanni II † (prima del 957 - dopo il 963)
- Pietro I † (menzionato nel 967)[13]
- Pandone † (prima del 977 - dopo il 979)
- Landone † (menzionato nel 989)[14]
- Giovanni III † (prima del 1019 - dopo il 1020)
- Giovanni IV † (prima del 1041 - 18 febbraio 1047 nominato arcivescovo di Salerno)[15]
- Amato † (prima di luglio 1047 - dopo il 1059)
- Maraldo † (prima del 1071 - 29 maggio 1097 deceduto)
- Alfano † (prima del 1100 - dopo il 1134)
- Celestino † (dopo il 1134)
- Giovanni V † (prima del 1142 - dopo il 1146)
- Celso † (menzionato nel 1156)
- Leonardo † (menzionato nel 1159)	[16]
- Arnulfo † (prima del 1174/1176 - dopo il 1179)[17]
- Michele † (menzionato nel 1187)[17]
- Alessandro † (menzionato nel 1195)[17]
- Anastasio † (menzionato nel 1196)[17]
- Gilberto † (prima del 1209 - dopo il 1218)[17]
- Bonomo † (prima del 1223 - dopo il 1227)[17]
- Anonimo † (menzionato nel 1231 e 1235)[17]
- Benvenuto † (prima del 1251 - dopo il 1267)[17]
- Anonimo † (menzionato nel 1273)
- Pietro II † (prima del 1275 - 1286 deceduto)
- Goberto † (23 agosto 1286 - 1294 deceduto)
- Giovanni VI della Porta † (1294 - 1312 deceduto)
- Filippo da Santo Magno † (7 luglio 1312 - luglio 1338 deceduto)
- Tommaso da Santo Magno † (11 giugno 1341 - 12 luglio 1382 deceduto)
- Giacomo, O.E.S.A. † (1382 - 1399 deceduto)
  - Nicola Morini † (13 agosto 1382 - ?) (antivescovo)
  - Giovanni Loar, O.E.S.A. † (22 marzo 1385 - ?) (antivescovo)
  - Riccardo † (? - 27 gennaio 1391 nominato antivescovo di Troia) (antivescovo)
- Giovanni Bonifacio Panella † (16 maggio 1399 - 13 aprile 1405 nominato vescovo di Muro Lucano)
- Guglielmo † (13 aprile 1405 - 10 settembre 1410 deceduto)
- Baldassarre de Giudice † (16 agosto 1412 - 1418 deceduto)
  - Giovanni Panella Caracciolo † (1418 - 19 marzo 1418 nominato vescovo di Anglona) (vescovo eletto)
- Tommaso de Beringarii † (19 marzo 1418 - 1422 deceduto)
- Bernardino o Berardo Caracciolo † (18 dicembre 1422 - 3 agosto 1425 nominato vescovo di Cosenza)
- Francesco Tomacelli † (3 agosto 1425 - 1439 deceduto)
- Bartolomeo † (25 settembre 1439 - 1441 deceduto)
- Masello Mirto, O.S.B.I. † (15 febbraio 1441 - 1462 deceduto)
- Francesco Conti di Segni † (28 febbraio 1463 - 1471 deceduto)
- Francesco Bertini † (18 settembre 1471 - 1476 deceduto)
- Ludovico Fenollet † (22 marzo 1476 - 1476 deceduto)
- Ausias Despuig † (9 agosto 1476 - 7 settembre 1483 deceduto)
- Ludovico Podocataro † (14 novembre 1483 - 20 gennaio 1503 nominato arcivescovo di Benevento)
  - Luigi d'Aragona † (20 gennaio 1503 - 22 marzo 1514 dimesso) (amministratore apostolico)
  - Vincenzo Galeota † (22 marzo 1514 - 10 settembre 1522 dimesso) (amministratore apostolico)
  - Lorenzo Pucci † (10 settembre 1522 - 12 giugno 1523 dimesso) (amministratore apostolico)
  - Tommaso Caracciolo † (12 giugno 1523 - 18 dicembre 1531 dimesso) (amministratore apostolico)
- Enrico Loffredo † (18 dicembre 1531 - gennaio 1547 deceduto)
- Francesco Sfondrati † (23 marzo 1547 - 9 novembre 1549 nominato arcivescovo, titolo personale, di Cremona)
- Girolamo Verallo † (9 novembre 1549 - 1º marzo 1553 dimesso)
- Paolo Emilio Verallo † (1º marzo 1553 - 1574 dimesso)
- Lorenzo Belo † (26 maggio 1574[18] - 1586 deceduto)
- Lelio Morelli † (6 giugno 1586 - 1609 deceduto)
- Giovanni Vitellio, C.R. † (14 dicembre 1609 - 1610 deceduto)
- Pedro de Mata y Haro, C.R. † (28 febbraio 1611 - 1627 deceduto)
- Francesco Maria Brancaccio † (9 agosto 1627 - 12 febbraio 1635 dimesso)
- Luigi Pappacoda † (12 febbraio 1635 - 30 maggio 1639 nominato vescovo di Lecce)
- Tommaso Carafa † (11 luglio 1639 - 7 dicembre 1664 deceduto)
- Camillo Ragona † (3 aprile 1665 - luglio 1676 deceduto)
- Andrea Bonito, C.O. † (14 giugno 1677 - 2 febbraio 1684 deceduto)
- Giovanni Battista de Pace † (5 giugno 1684 - 20 novembre 1698 deceduto)
- Vincenzo Corcione † (11 aprile 1699 - 8 novembre 1703 deceduto)
- Francesco Paolo Nicolai † (21 luglio 1704 - 2 settembre 1716 nominato arcivescovo di Conza)
- Carlo Francesco Giocoli † (15 marzo 1717 - 14 dicembre 1723 deceduto)
- Agostino Odoardi, O.S.B. † (14 febbraio 1724 - 25 giugno 1741 deceduto)
- Pietro Antonio Raimondi † (22 gennaio 1742 - 15 aprile 1768 deceduto)
- Angelo Maria Zuccari † (16 maggio 1768 - 26 dicembre 1794 deceduto)
  - Sede vacante (1794-1797)
- Vincenzo Torrusio † (18 dicembre 1797 - 29 ottobre 1804 nominato vescovo di Nola)
- Filippo Speranza † (29 ottobre 1804 - 12 agosto 1834 deceduto)
- Michele Barone † (6 aprile 1835 - 7 ottobre 1842 deceduto)
- Giuseppe d'Alessandro † (19 giugno 1843 - 24 novembre 1845 nominato vescovo di Sessa Aurunca)
- Gregorio Fistilli † (24 novembre 1845 - 26 settembre 1848 dimesso)
  - Sede vacante (1848-1855)
  - Vincenzo Maria Marolda, C.SS.R. † (23 marzo 1852 - 8 agosto 1854 deceduto) (amministratore apostolico)
- Francesco Giampaolo † (23 marzo 1855 - 20 giugno 1859 nominato vescovo di Larino)
- Giovanni Battista Siciliani, O.F.M.Conv. † (20 giugno 1859 - 24 ottobre 1876 deceduto)
- Pietro Maglione † (18 dicembre 1876 - 17 dicembre 1900 dimesso[19])
- Paolo Jacuzio † (17 dicembre 1900 - 9 luglio 1917 nominato arcivescovo di Sorrento)
- Francesco Cammarota † (22 dicembre 1917 - 15 dicembre 1935 deceduto)
- Raffaele De Giuli † (17 giugno 1936 - 18 febbraio 1946 nominato vescovo di Albenga)
- Domenico Savarese † (11 gennaio 1947 - 3 ottobre 1955 deceduto)
- Biagio D'Agostino † (24 febbraio 1956 - 26 ottobre 1974 ritirato)
- Giuseppe Casale † (26 ottobre 1974 - 7 maggio 1988 nominato arcivescovo di Foggia-Bovino)
- Giuseppe Rocco Favale † (4 marzo 1989 - 7 maggio 2011 ritirato)
- Ciro Miniero (7 maggio 2011 - 19 ottobre 2022 nominato arcivescovo coadiutore di Taranto)[20]
- Vincenzo Calvosa, dal 5 aprile 2023

## Statistiche
La diocesi nel 2023 su una popolazione di 158.200 persone contava 156.300 battezzati, corrispondenti al 98,8% del totale.
| anno | popolazione | popolazione | popolazione | presbiteri | presbiteri | presbiteri | presbiteri                | diaconi | religiosi | religiosi | parrocchie |
| anno | battezzati  | totale      | %           | numero     | secolari   | regolari   | battezzati per presbitero | diaconi | uomini    | donne     | parrocchie |
| ---- | ----------- | ----------- | ----------- | ---------- | ---------- | ---------- | ------------------------- | ------- | --------- | --------- | ---------- |
| 1950 | 151.000     | 151.000     | 100,0       | 118        | 90         | 28         | 1.279                     |         | 33        | 133       | 107        |
| 1969 | 160.260     | 160.302     | 100,0       | 123        | 98         | 25         | 1.302                     |         | 30        | 169       | 95         |
| 1980 | 153.100     | 154.772     | 98,9        | 126        | 105        | 21         | 1.215                     |         | 23        | 167       | 135        |
| 1990 | 161.000     | 162.000     | 99,4        | 109        | 80         | 29         | 1.477                     | 2       | 31        | 155       | 136        |
| 1999 | 159.112     | 161.312     | 98,6        | 106        | 81         | 25         | 1.501                     | 9       | 25        | 111       | 136        |
| 2000 | 156.520     | 158.852     | 98,5        | 106        | 82         | 24         | 1.476                     | 9       | 24        | 113       | 136        |
| 2001 | 156.520     | 158.852     | 98,5        | 104        | 82         | 22         | 1.505                     | 9       | 22        | 92        | 136        |
| 2002 | 156.520     | 158.866     | 98,5        | 101        | 81         | 20         | 1.549                     | 9       | 20        | 109       | 136        |
| 2003 | 156.534     | 158.866     | 98,5        | 99         | 80         | 19         | 1.581                     | 9       | 19        | 101       | 136        |
| 2004 | 156.520     | 158.866     | 98,5        | 103        | 83         | 20         | 1.519                     | 9       | 20        | 112       | 137        |
| 2010 | 157.000     | 161.000     | 97,5        | 106        | 87         | 19         | 1.481                     | 9       | 19        | 87        | 138        |
| 2014 | 158.000     | 163.800     | 96,5        | 98         | 83         | 15         | 1.612                     | 9       | 15        | 72        | 139        |
| 2017 | 156.600     | 158.660     | 98,7        | 93         | 78         | 15         | 1.683                     | 7       | 15        | 62        | 139        |
| 2020 | 156.600     | 158.660     | 98,7        | 91         | 75         | 16         | 1.720                     | 9       | 16        | 68        | 139        |
| 2022 | 156.880     | 158.880     | 98,7        | 93         | 78         | 15         | 1.686                     | 8       | 15        | 53        | 140        |
| 2023 | 156.300     | 158.200     | 98,8        | 89         | 74         | 15         | 1.756                     | 8       | 15        | 44        | 140        |